# Agnès d'Alemanya
Agnès d'Alemanya (1072/3 – 24 de setembre de 1143), també coneguda com a Agnès de Waiblingen, va ser un membre imperial de la dinastia Saliana. Amb el seu primer matrimoni va ser Duquesa consort de Suàbia i amb el seu segon matrimoni consort marcgravina d'Àustria.

## Família
Era filla d'Enric IV del Sacre Imperi Romanogermànic, i de Berta de Savoia. El seu germà va ser Enric V del Sacre Imperi Romanogermànic.

## Fills

### Primer matrimoni
En el seu primer matrimoni, ja l'any 1079, als set anys, Agnès va ser compromesa amb Frederic I Duc de Suàbia, un membre de la dinastia Casa de Hohenstaufen. La parella va formalitzar el seu casament l'any 1086, van tenir 11 fills:
- Hedwig (1088–1110), que es casà amb Frederic, Comte de Legenfeld
- Berta (1089–1120), que es casà amb Adalbert, Comte d'Elchingen
- Frederic II de Suàbia
- Hildegarda
- Conrad III d'Alemanya
- Gisela
- Enric (1096–1105)
- Beatriu (1098–1130), que va ser una abadesa
- Cunegunda (1100–1120/1126), esposa d'Enric X, Duc de Baviera (1108–1139)[3]
- Sofia, casada amb un comte Adalbert
- Fides-Gertrudis, casada amb Armand III de Stahleck, Comte Palatí del Rin

### Segon matrimoni
A la mort de Frederic el 1105, Agnès es casà amb Leopold III (1073-1136), el Marcgravi d'Àustria (1095-1136). Segons la llegenda, durant una cacera Leopold va trobar un vel que Agnès havia perdut i això va instigar la fundació per part d'Agnes del Monestir de Klosterneuburg (Stift Klosterneuburg)
Els fills d'aquest segon matrimoni van ser::
- Leopold IV, Duc de Baviera
- Enric II d'Àustria
- Berta, casada amb Enric de Regensburg
- Agnès de Babenberg, considerada una gran bellesa en el seu temps i casada amb Władysław II de Polònia
- Ernest
- Uta, esposa de Liutpold de Plain
- Otto de Freising, bisbe i biògraf
- Conrad II d'Àustria, Arquebisbe de Salzburg, Bisbe de Passau, i Arquebisbe de Salzburg
- Elisabet, cadada amb Armand, Comte de Winzenburg
- Judit de Babenberg, m. c. 1133 Guillem V de Montferrat.
- Gertrudis, casada amb Vladislau II de Bohèmia

Segons la Continuació de les Cròniques de Klosterneuburg, encara van tenir set fills més que moriren a la infantesa.
El 1125, en morir sense fills el germà d'Agnès, Enric V de l'Imperi Romanogermànic, li va deixar un immens títol al·lodial que incloïa Waiblingen.
El 1127, el fill d'Agnès, Conrad III, va ser elegit com el rival del rei d'Alemanya pels oponents al partit saxò de Lotar III. Quan morí Lotar el 1137, Conrad va ser elegit rei.